# Greek-American Athletic Club
Greek-American Athletic Club foi uma agremiação esportiva da cidade de San Francisco, Califórnia.  Disputava a San Francisco Soccer Football League.

## História
De origem grega, o Greek-Americans foi fundado em 1949 pelos irmãos Jim e John Rally. O clube ganhou notoriedade por ter conquistado duas vezes a National Challenge Cup.

## Títulos
Campeão Invicto
| NACIONAIS      | NACIONAIS                            | NACIONAIS | NACIONAIS |
|                | Competição                           | Títulos   | Temporadas |
| -------------- | ------------------------------------ | --------- | --- |
| Estados Unidos | National Challenge Cup               | 2         | 1985, 1994 |
| ESTADUAIS      |                                      |           | |
|                | Competição                           | Títulos   | Temporadas |
|                | San Francisco Soccer Football League | 16        | 1966–67, 1968–69, 1969–70, 1970–71, 1972–73, 1977–78, 1980–81, 1982–83, 1984–85, 1985–86, 1986–87, 1987–88, 1988–89, 1990–91, 1993–94, 1994–95 |